# 2012년 하계 올림픽 이탈리아 선수단
2020년 하계 올림픽 이탈리아 선수단은 2012년 7월 27일부터 8월 12일까지 영국 런던에서 열린 2012년 하계 올림픽에 참가한 올림픽 이탈리아 선수단이다.
이탈리아는 세인트루이스에서 열린 1904년 하계 올림픽을 제외한 모든 올림픽에 빠짐없이 참가하였다. 이탈리아 올림픽 위원회(이탈리아어: Comitato Olimpico Nazionale Italiano, CONI)는 서울에서 열린 1988년 하계 올림픽 이래 가장 작은 규모의 선수단을 파견하였다. 총 285명으로 22종목에 참가할 162명의 남자 선수들과 123명의 여자 선수들이 이 대회에 참가하였다.
이탈리아는 이 대회에서 금메달 8개, 은메달 9개, 동메달 11개를 획득하여 종합 8위에 랭크되었다. 28개의 메달 중 7개의 메달은 펜싱에서, 5개의 메달은 사격에서, 3개의 메달은 복싱에서 나왔다. 6명의 선수들은 이 대회에서 두개 이상의 메달을 획득하였다. 베이징에서 부진했던 팀 종목의 선수들은 이번 대회에서 남자 수구 국가대표팀과 남자 배구 국가대표팀이 각각 은메달과 동메달을 목에 걸며 성공을 거두었다. 1984년 이래 처음으로, 이탈리아는 10km 워터마라톤을 제외한 수영에서 노메달로 마감하였다.
메달리스트들 중에는 사격 선수들인 니콜로 캄프리아니와 제시카 로시가 올림픽 신기록을 기록하며 금메달을 목에 걸었다. 두명의 이탈리아 선수들은 이탈리아 역사상 종목 첫 금메달을 획득하였다: 양궁 선수 미첼레 프란질리는 5번째로 출전한 올림픽에서 단체전 금메달을 획득하였고, 태권도 선수 카를로 몰페타는 남자 무제한급에서 금메달을 가져갔다. 펜싱 플뢰레 선수인 발렌티나 베찰리는 이 대회에서 금메달과 동메달을 한개씩 가져가며 통산 8개의 올림픽 메달로 이탈리아의 올림픽 역사상 가장 성공적인 선수로 기록되었다. 한편, 권투 선수 클레멘테 루소는 베이징에서처럼 은메달을 획득하는데 성공하였다.

## 출전 선수
| 종목         | 남자 | 여자 | 전체 |
| ------------ | ---- | ---- | ---- |
| 양궁         | 3    | 3    | 6    |
| 육상         | 19   | 19   | 38   |
| 배드민턴     | 0    | 1    | 1    |
| 복싱         | 7    | 0    | 7    |
| 카누         | 5    | 3    | 8    |
| 사이클       | 8    | 5    | 13   |
| 다이빙       | 4    | 4    | 8    |
| 승마         | 2    | 1    | 3    |
| 펜싱         | 9    | 9    | 18   |
| 체조         | 6    | 12   | 18   |
| 유도         | 4    | 5    | 9    |
| 근대5종      | 2    | 2    | 4    |
| 조정         | 18   | 2    | 20   |
| 요트         | 7    | 4    | 11   |
| 사격         | 11   | 4    | 15   |
| 수영         | 20   | 14   | 34   |
| 싱크로나이즈 | 0    | 2    | 2    |
| 탁구         | 1    | 1    | 2    |
| 태권도       | 2    | 0    | 2    |
| 테니스       | 3    | 4    | 7    |
| 트라이애슬론 | 2    | 1    | 3    |
| 배구         | 14   | 14   | 28   |
| 수구         | 13   | 13   | 26   |
| 역도         | 1    | 0    | 1    |
| 레슬링       | 1    | 0    | 1    |
| 전체         | 162  | 123  | 285  |

## 메달리스트
| 스테파노 템페스티 |  | 마시모 자코포         |  |  |
| 아마우리스 페레츠 |  | 발렌티노 갈로         |  |  |
| 니콜로 지토       |  | 크리스티안 프레스큐티 |  |  |
| 피에트로 필리올리 |  | 데니 피오렌티니       |  |  |
| 알렉스 조르제티   |  | 마테오 아이카르디     |  |  |
| 마우리치오 펠루고 |  | 다니옐 프레무시       |  |  |
| 자코모 파스토리노 |  |                       |  |  |

| 루이지 마스트란젤로 |  | 크리스티안 사바니   |  |  |
| 시모네 파로디       |  | 드라간 트라비카     |  |  |
| 사무엘레 파피       |  | 알레산드로 페이     |  |  |
| 미찰 라스코         |  | 에마누엘레 비라렐리 |  |  |
| 이반 차이체프       |  | 안드레아 바리       |  |  |
| 단체 보닌판테       |  | 안드레아 조비       |  |  |

| 스테파노 템페스티 |  | 마시모 자코포         |  |  |
| 아마우리스 페레츠 |  | 발렌티노 갈로         |  |  |
| 니콜로 지토       |  | 크리스티안 프레스큐티 |  |  |
| 피에트로 필리올리 |  | 데니 피오렌티니       |  |  |
| 알렉스 조르제티   |  | 마테오 아이카르디     |  |  |
| 마우리치오 펠루고 |  | 다니옐 프레무시       |  |  |
| 자코모 파스토리노 |  |                       |  |  |

| 루이지 마스트란젤로 |  | 크리스티안 사바니   |  |  |
| 시모네 파로디       |  | 드라간 트라비카     |  |  |
| 사무엘레 파피       |  | 알레산드로 페이     |  |  |
| 미찰 라스코         |  | 에마누엘레 비라렐리 |  |  |
| 이반 차이체프       |  | 안드레아 바리       |  |  |
| 단체 보닌판테       |  | 안드레아 조비       |  |  |

| 종목   | 1 | 2 | 3  | 합계 |
| 펜싱   | 3 | 2 | 2  | 7    |
| 사격   | 2 | 3 | 0  | 5    |
| 태권도 | 1 | 0 | 1  | 2    |
| 양궁   | 1 | 0 | 0  | 1    |
| 카누   | 1 | 0 | 0  | 1    |
| 복싱   | 0 | 2 | 1  | 3    |
| 수구   | 0 | 1 | 0  | 1    |
| 조정   | 0 | 1 | 0  | 1    |
| 체조   | 0 | 0 | 2  | 2    |
| 배구   | 0 | 0 | 1  | 1    |
| 사이클 | 0 | 0 | 1  | 1    |
| 수영   | 0 | 0 | 1  | 1    |
| 유도   | 0 | 0 | 1  | 1    |
| 육상   | 0 | 0 | 1  | 1    |
| 합계   | 8 | 9 | 11 | 28   |

## 태권도
남자
| 선수              | 종목   | 16강                     | 8강                    | 준결승                      | 패자부활전    | 결승/동메달 결정전            | 결승/동메달 결정전 |
| 선수              | 종목   | 상대선수 결과            | 상대선수 결과          | 상대선수 결과               | 상대선수 결과 | 상대선수 결과                 | 순위               |
| ----------------- | ------ | ------------------------ | ---------------------- | --------------------------- | ------------- | ----------------------------- | ------------------ |
| 마우로 사르미엔토 | -80 kg | 라술 압두라임 승 5 – 1   | 라민 아지조프 승 2 – 1 | 니콜라스 가르시아 패 1 – 2  | 경기 없음     | 네사르 아마드 바하비 승 4 – 0 | 3                  |
| 카를로 몰페타     | +80 kg | 알리셰르 굴로프 승 7 – 3 | 류샤오보 승 6 – 5      | 다바 케이타 모디보 승 6 – 4 | 경기 없음     | 앙토니 오바메 승 9 – 9 (SUP)  | 1                  |

## 같이 보기
- 올림픽 이탈리아 선수단